# Bicupolă pentagonală giroalungită
În geometrie bicupola pentagonală giroalungită este un poliedru convex construit prin giroalungirea unei bicupole pentagonale (fie o ortobicupolă pentagonală, J30, fie o girobicupolă pentagonală, J31) prin inserarea unei antiprisme decagonale între cele două jumătăți. Este poliedrul Johnson J46.
Bicupola pentagonală giroalungită este unul dintre cele cinci poliedre Johnson care sunt chirale, ceea ce înseamnă că au o formă „pe stânga” și una „pe dreapta”. În imaginile de mai jos, fiecare față pătrată din imaginea din stânga este conectată printr-o cale de două fețe triunghiulare (colorate violet) de o față pătrată de sus și la stânga. În figura cu chiralitate opusă (imaginea de mai jos din dreapta), fiecare față pătrată de jos este conectată la o față pătrată de sus și la dreapta. Cele două forme chirale ale lui J46 nu sunt considerate poliedre Johnson diferite.

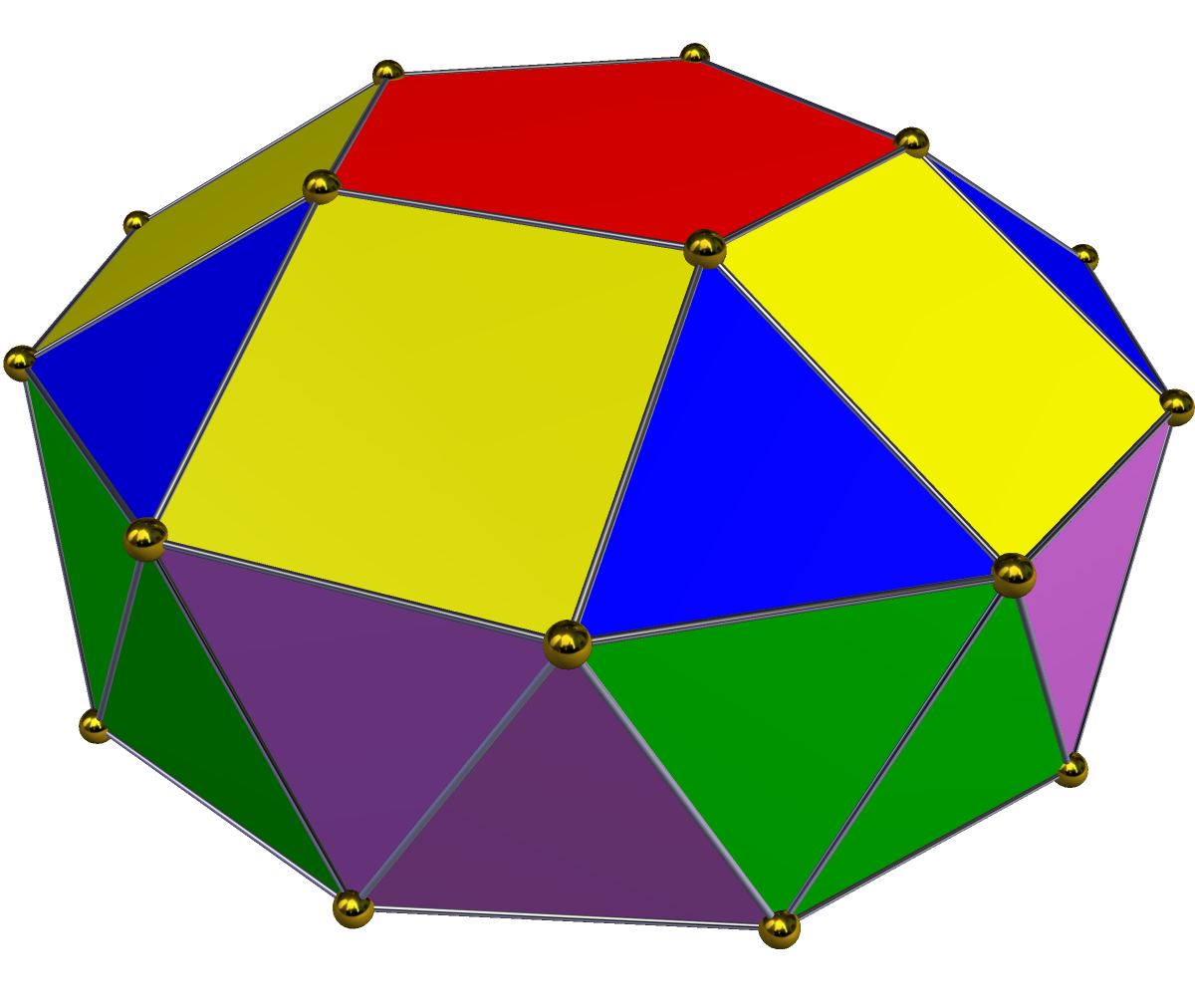
varianta „pe stânga”
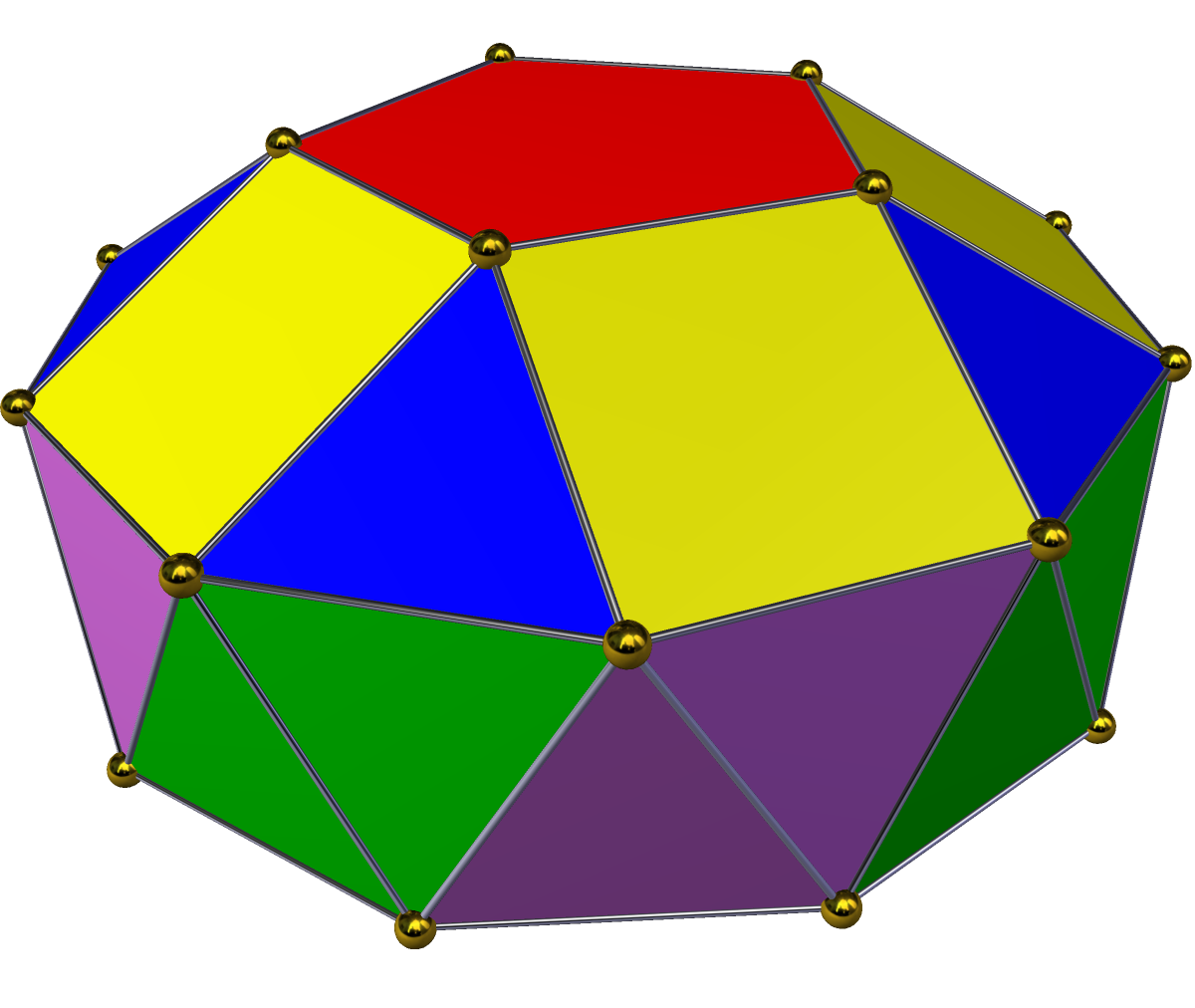
varianta „pe dreapta”

## Mărimi asociate
Următoarele formule pentru arie, A și volum, V sunt stabilite pentru lungimea laturilor tuturor poligoanelor (care sunt regulate) a:
Aria este suma ariei ortobicupolei pentagonale plus aria celor 20 triunghiuri ale antiprismei decagonale:
{\displaystyle A=A_{J30}+20A_{\{3\}}={\frac {1}{2}}\left(20+15{\sqrt {3}}+{\sqrt {25+10{\sqrt {5}}}}\right)a^{2}\approx 26,431336~a^{2},}
Volumul este suma volumelor ortobicupolei pentagonale plus a antiprismei decagonale:
{\displaystyle V=V_{J30}+V_{s\{2,20\}}={\frac {1}{3}}\left(5+4{\sqrt {5}}+5{\sqrt {{\frac {1}{2}}\left({\sqrt {650+290{\sqrt {5}}}}-{\sqrt {5}}-1\right)}}\;\right)a^{3}\approx 11,397379~a^{3}.}